# آلدو پاردس
آلدو پاردس (انگلیسی: Aldo Paredes؛ زادهٔ ۷ فوریهٔ ۱۹۷۲) بازیکن فوتبال اهل آرژانتین است.
از باشگاه‌هایی که در آن بازی کرده‌است می‌توان به باشگاه ورزشی سن لورنسو آلماگرو و باشگاه فوتبال بوکا جونیورز اشاره کرد.